# ユディトとその侍女 (アルテミジア・ジェンティレスキ、パラティーナ美術館)
『ユディトとその侍女』（ユディトとそのじじょ、伊: Giuditta e la sua ancella, 英: Judith and her Maidservant）は、イタリアのバロック期の女性画家アルテミジア・ジェンティレスキが1618年から1619年の間に制作した絵画である。油彩。主題は『旧約聖書』「ユディト記」で語られている古代イスラエルの女傑ユディトの伝説から取られている。アルテミジア・ジェンティレスキの複数知られている同主題のバージョンの1つで、現在はフィレンツェのパラティーナ美術館に所蔵されている。またデトロイト美術館、オスロ国立美術館、ナポリのカポディモンテ美術館、カンヌの世界探検博物館に異なるバージョンが所蔵されている。

## 主題
ユディトとホロフェルネスの物語は、それは『七十人訳聖書』、カトリック教会、東方正教会の『旧約聖書』に含まれている『ユディト記』から引用されているが、『ヘブライ語聖書』では除外され、プロテスタントでは聖書外典に割り当てられた。物語の中で、司令官ホロフェルネスはアッシリアの王ネブカドネザル2世の命により地中海東岸の諸都市を攻略したのち、イスラエルの町ベツリアを包囲した。美しい未亡人であったユディトは召使の女を連れてホロフェルネスの陣営に赴き、ホロフェルネスに行軍の道案内を申し出た。美しいユディトは歓迎され、彼女を口説こうとするホロフェルネスの酒宴に呼び出された。しかしホロフェルネスは彼女に魅了されて泥酔してしまった。ユディトはホロフェルネスの剣で彼の首を切り離したのち、首を食糧の袋に入れた召使とともにベツリアに帰還した。

## 作品

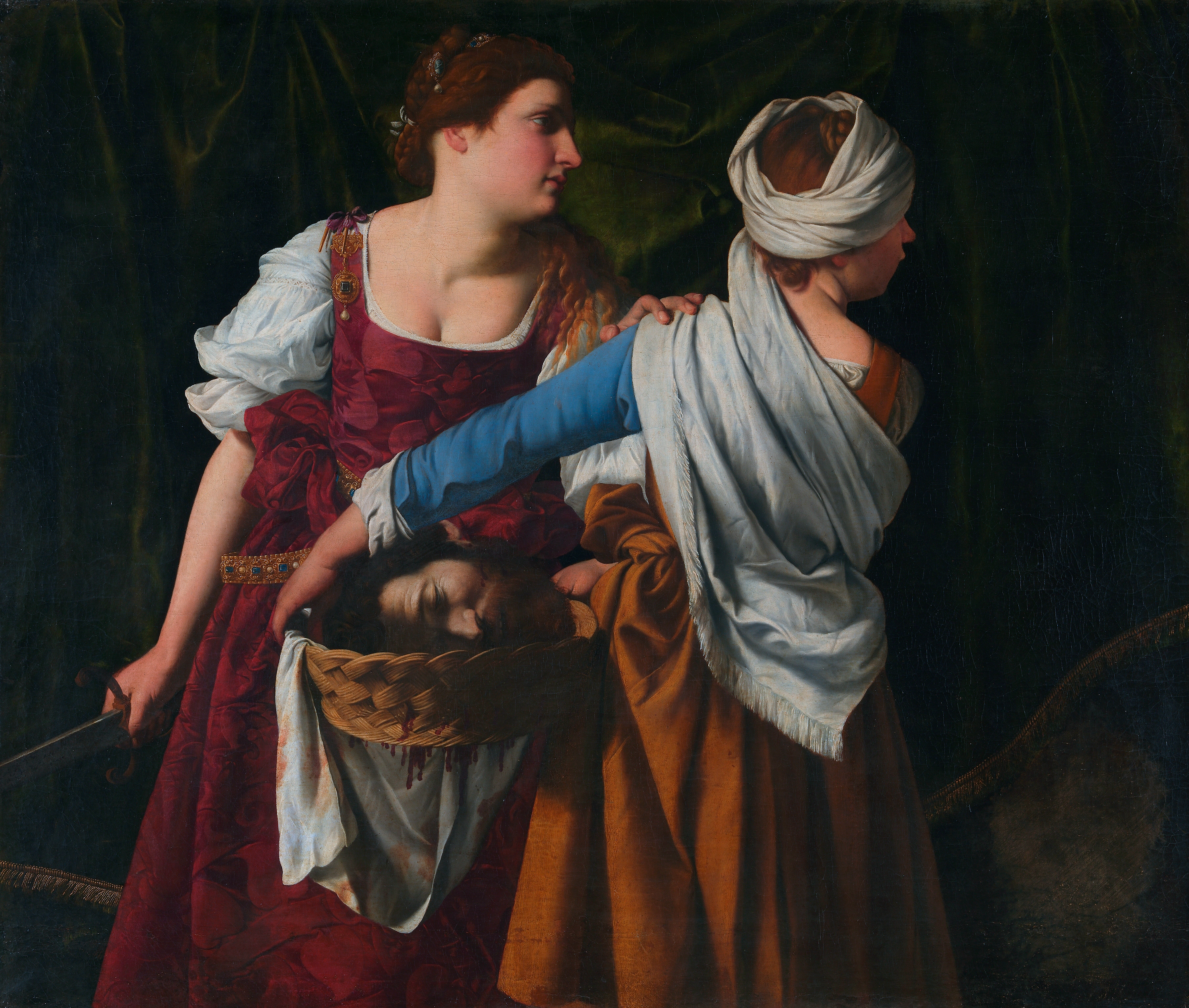
オラツィオ・ジェンティレスキの1608年頃の『ユディトとその侍女』。オスロ国立美術館所蔵。

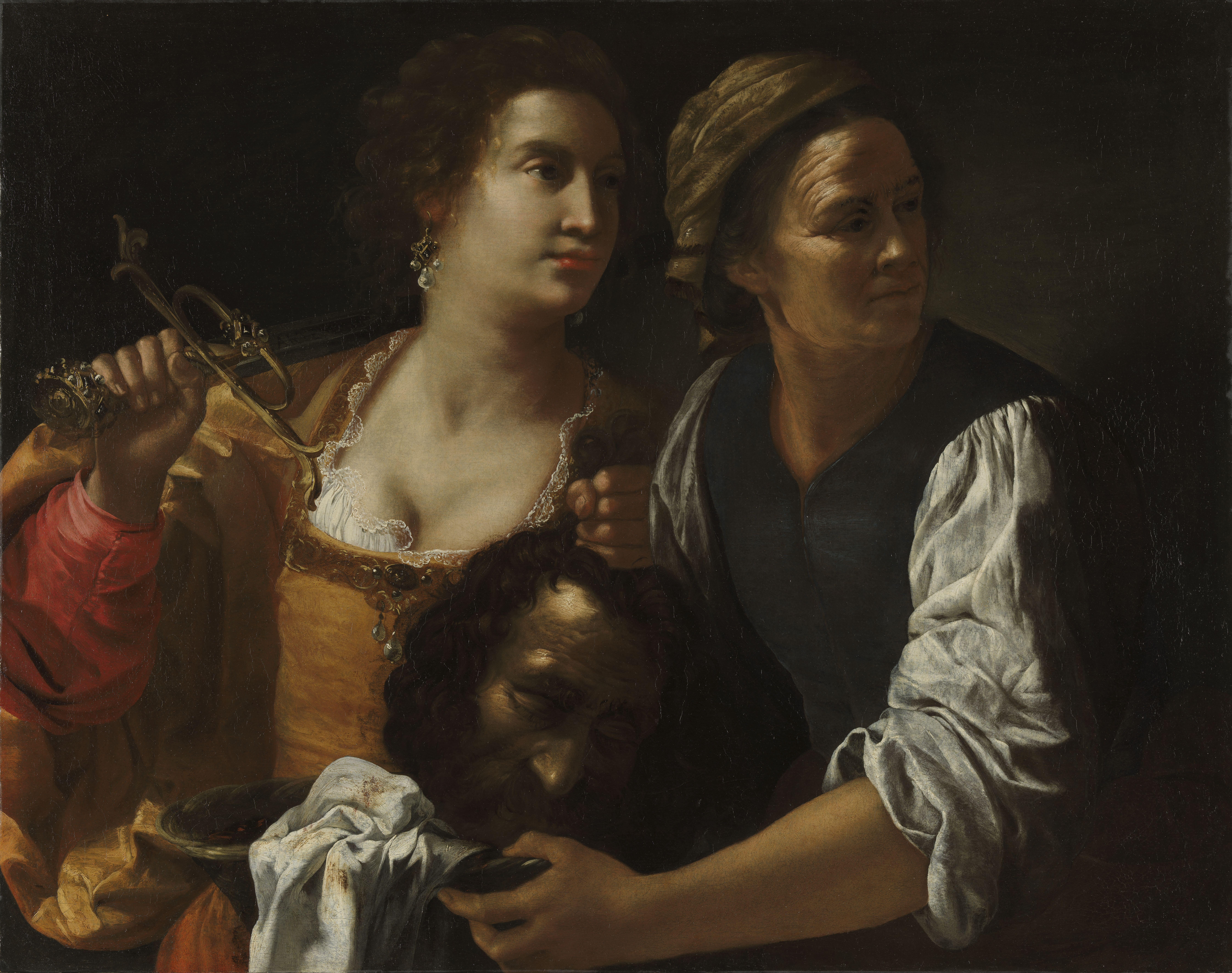
アルテミジア・ジェンティレスキの1639年から1640年頃の『ユディトとその侍女』。おなじくオスロ国立美術館所蔵。

本作品は『旧約聖書』の女傑ユディトが司令官ホロフェルネスを暗殺し、召使いのアブラとともに彼の天幕から逃亡した直後のシーンを描いている。ユディトはアルテミジア・ジェンティレスキがキャリアの中で何度か描いた主題である。彼女はユディトがホロフェルネスを暗殺した瞬間を同じ構図の2つのバージョンで描いている。現在カポディモンテ美術館とウフィツィ美術館に所蔵されているバージョン『ホロフェルネスの首を斬るユディト』（Giuditta che decapita Oloferne）は暗殺の瞬間を描いた作品である。暗殺後の場面を描いた作品がパラティーナ美術館、デトロイト美術館、オスロ国立美術館、カポディモンテ美術館、世界探検博物館に所蔵されており、そのうち本作品であるパラティーナ美術館のバージョンは画家の父オラツィオ・ジェンティレスキが制作した以前の作品に基づいている。
暗く設定された場面が女性たちのまとった衣服の赤と金の色調で明るく照らされている。これはアルテミジアがフィレンツェ滞在中に頻繁に使用した色である。深い色彩と豊富な質感の使用はバロック時代の特徴である。対角線の使用は鑑賞者の視線を女性の顔から籠の中のホロフェルネスの首へと導く。また明暗の強いコントラストを使用することで立体的なボリュームを作り出している。鑑賞者は、ユディトが握るホルフェルネスの剣の柄頭に彫刻された、メドゥーサなどの神話的人物と考えられる絶叫する頭部を通じて、この場面に先立つ暗殺を思い出させる。ホロフェルネスの首が完全に見える召使が運んでいる籠から滴る鮮血もまた、女たちが立ち去ろうとしている場面の暴力性を呼び起こしている。これまでの芸術運動とは異なり、激しい血糊の描写もバロック絵画の特徴であり、聖書の血なまぐさい場面を躊躇することなく描写した。
ユディトの召使アブラは絵画では年配の女性として描かれることが多いが、アルテミジアのホロフェルネス殺害の描写ではユディトに近い年齢で描かれている。
帰属に関しては全く疑問視されていない。画面上部および左側のかなりの部分が切断されたと考えられている。過去に受けた保存修復は保存状態に悪影響を及ぼしている。

## 来歴
1638年に作成されたメディチ家の第4代トスカーナ大公コジモ2世・デ・メディチの妃マリーア・マッダレーナ・ダウストリアの目録の一部として最初に記録された。

## 複製
本作品の複製がフィレンツェのコルシーニ美術館、ジェノヴァの赤の宮殿、パリのシャルパンティエ・ギャラリー（Galerie Charpentier）に所蔵されている。

## ギャラリー
アルテミジア・ジェンティレスキの他のバージョン

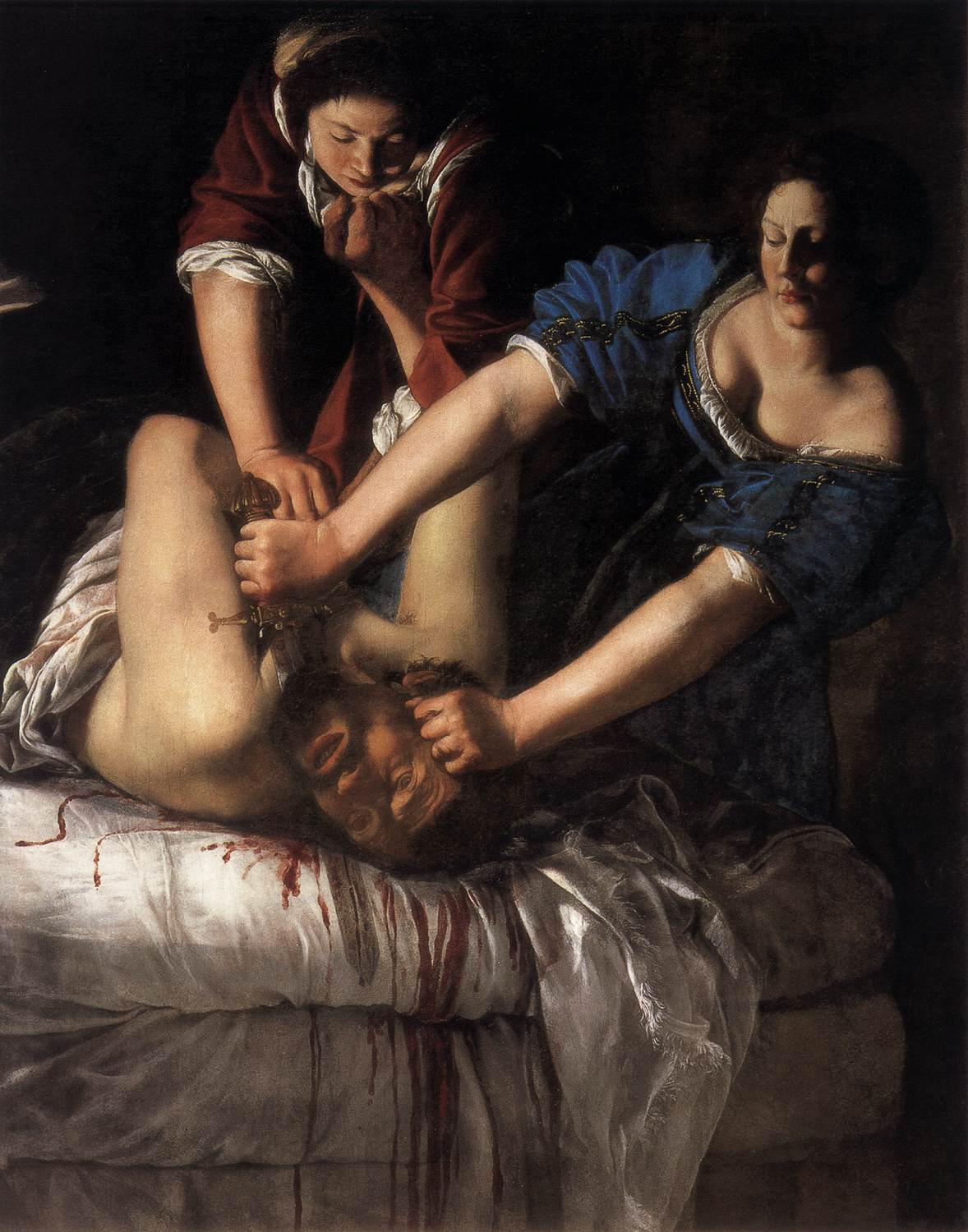
『ホロフェルネスの首を斬るユディト』1612年-1613年頃 カポディモンテ美術館所蔵
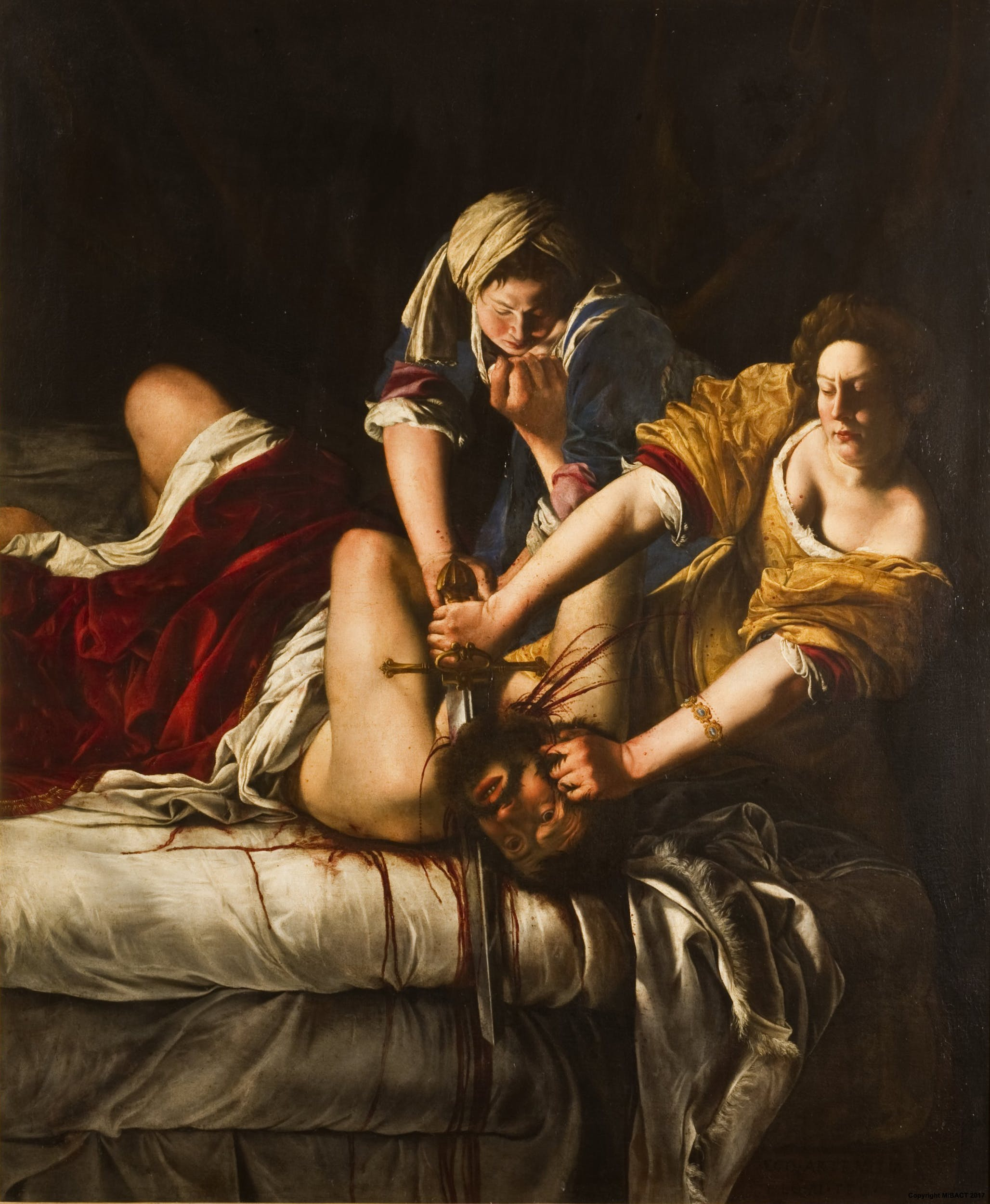
『ホロフェルネスの首を斬るユディト』1620年頃 ウフィツィ美術館所蔵

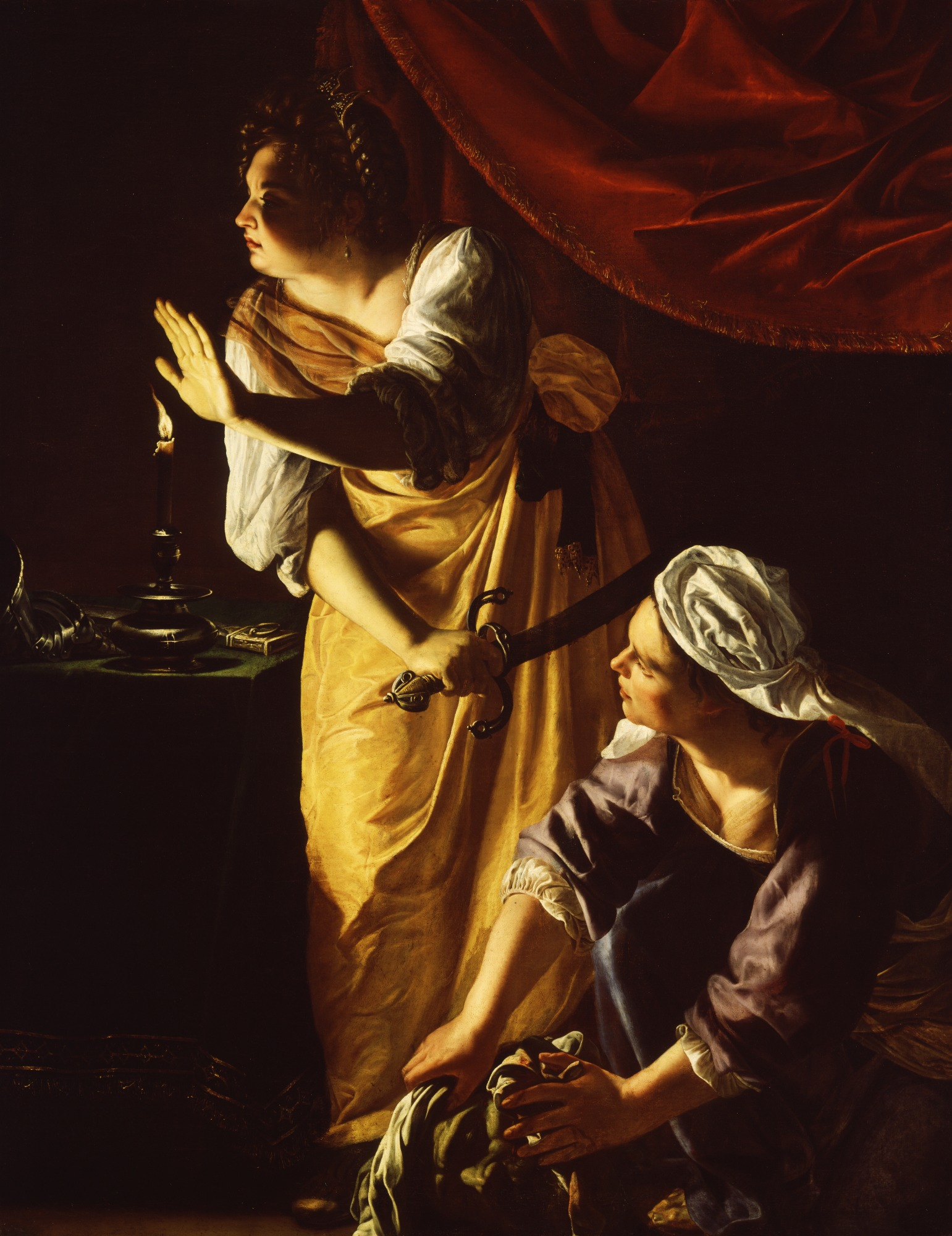
『ユディトとその侍女』1623年から1625年頃 デトロイト美術館所蔵
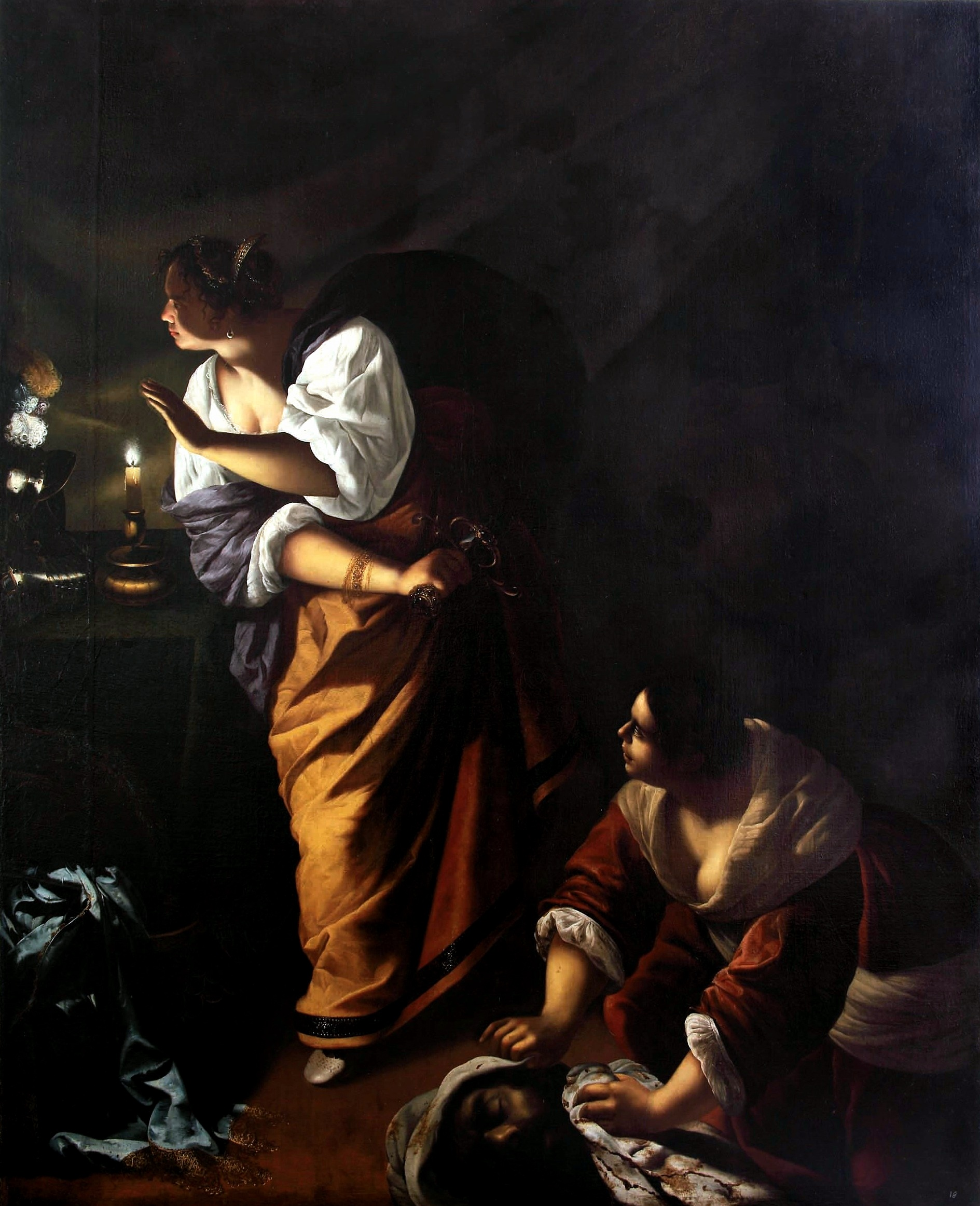
『ユディトとその侍女』1645年から1650年頃 カポディモンテ美術館所蔵
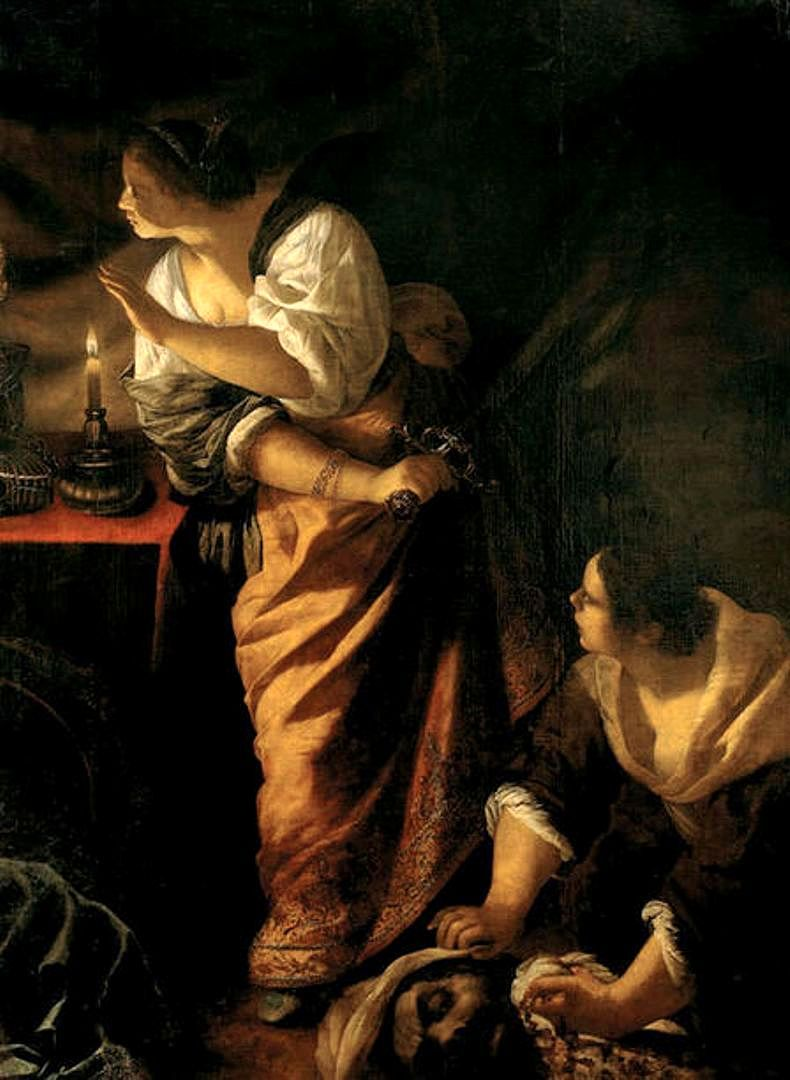
『ユディトとその侍女』1645年頃から1650年頃 世界探検博物館（フランス語版）所蔵